# 越佐大橋系列
《越佐大橋系列》是日本輕小說作家成田良悟所著的輕小說系列作品，插畫是ヤスダスズヒト。各個標題都是動物所發出的聲音的擬聲詞。

## 概要
位於佐渡與新潟之間的是世界第一大的橋「越佐大橋」。大橋共有三層，而在大橋中央設有一座人工島。然而在這個“島”在即將建設完成時，卻被日本所捨棄，成為了一個不受法律規管的地方，同時有眾多犯罪者、被社會捨棄之人、逃離社會之人的生活地方。

## 人物介紹

### 西區
狗木 誠一
西區組織的幹部。在五年前，中三的暑假最後一天，因青梅竹馬—香奈枝的要求而到達島上，然而香奈枝卻因捲入槍戰死亡，在迷惘的期間得到椅麗的幫忙。因青梅竹馬的死而不願回到本土，也因此在「島」上生活。
葛原 宗司
26歲。西區自衛團的團長。
霧野 夕海
約12歲，飯塚餐廳的養女，親生父母在島上死亡。父親生前是島的設計師，在島開發停止後，帶同妻兒到島上生活，每天也在島上奔波，以PDA為島繪制地圖，死後PDA成為遺物到達夕海手中。
長大後的夕海繼承父親的違志，在島上探險並繪制地圖。
嬰 椅麗
中英混血兒，誠一的戀人。西區組織幹部之一。
嬰 麗凰
椅麗、麗蕾的同父異母哥哥。西區組織幹部之一。
嬰 麗蕾
椅麗的妹妹。組織的善後者，主以鐵管為武器。喜歡可愛的事物，如Rats小孩、夏爾。與雨霧八雲是於同一地方小睡的伙伴。
嬰大人
西區組織的老大。超過六十歲，有二十四個孩子的父親。
瀏 太飛
西區組織幹部之一，中立派。

### 東區
吉塔爾林
東區組織的老大。經常創作一些長而複雜的名稱當成自己的名字，本名不明。
砂原 潤
二十歲未滿的女性。東區護衛部隊的隊長。電鋸二刀流。
性格軟弱，但當身處在引擎聲時會性格大變，變成一個情緒高漲的。
八十島 美咲
東區賭場的酒保，潤的朋友。在三年前因家人在本土欠債而被賣至東區工作。
Greatest張
中國籍男子。東區護衛部隊的副隊長，地下摔跤王。
卡爾洛斯
西班牙系男子。曾是奥林匹克射擊的代表選手。
雪村 薺常譯七砂
護衛部隊的隊員。使用刀具的少女，居合達人。
莉莉
護衛部隊的隊員。穿著SM服的女性，育有兩個孩子。
源
護衛部隊的隊員。被凱莉稱為四次元武器庫，經常不看情況使用炸彈而誤傷同伴。
彌
護衛部隊的隊員。
高洛
護衛部隊的隊員。摩洛根頭，使用球棒作武器的四號擊球手。
圓
護衛部隊的隊員。數字使，不斷背誦著圓周率。
基奇塔里斯
護衛部隊的隊員。睡拳使。
丸井
護衛部隊的隊員。萬事通。
稻嶺 光
賭場的管理人。美咲的上司。
竹獅子 勘十郎
東區拉麵店的老闆。在於島生活前曾有一妻兩孩，但沒有把她帶到島上而是丟在本土。

### 最下層及其他島民
飯塚
飯塚餐廳的老闆，為六個孩子的父親及夕海的養父。
與妻子分居中，暫住在島外圍的漁船上。
戌井 隼人
25歲，特徵是七色彩虹頭。在15歲的時隨著父母移居南美，因卷入内亂而導致父母死亡。
凱利・八房
蒼藍電波的第二代局長。原為最下層的「商品」，被八房賣回去後接受了各式各樣的放送知識，在八房死亡後接收了蒼藍電波，成為二代局長以及擔任DJ工作。
子城 彼方
流浪兒集團—Rats的首領。在兒時被父母遺棄至島上，然而父母卻在本土上聲稱兒子被
金島 銀河
土見 大地
雨霧 八雲
島上的最凶惡殺人魔。島上的都市傳說，有著各式各樣的流言。
實體是穿著白衣的男性。約20、21歲，本名伊勢川尊人。
彈簧腿喬普林
島上的都市傳說。
夏洛特・利物浦
通稱夏爾，夏洛克的姐姐，英美混血兒。在一年前到達島上。
父親是大橋的技工，因是福尔摩斯控而為女兒取名夏洛特，父母經常吵架，父親到島上失去音訊，母親不久後死亡，其後夏爾為尋找父親而與弟弟登上島上。
以硬派偵探為目標的脫線偵探，在地上部開設了一間偵探事務所—“私家偵探・蜥蜴”。
夏洛克・利物浦
比夏洛特小一歲的弟弟，英美混血兒。經常穿著黑衣，喜歡挖苦人。
G先生
欺詐師。
大和
運輸屋。
霧野
已故。夕海的父親，越佐大橋的設計師。
八房
蒼藍電波的初代局長兼DJ。

### 其他
織崎 香奈枝
已故。狗木誠一的青梅竹馬。
砂原
已故。潤的父親，橋施工工程時的現場主任，在施工期間因事故死亡。

## 小說列表
正傳（被稱葛原宗司三部作）
- バウワウ[2]! Two Dog Night （2003年12月、ISBN 4840225494）
- Mew Mew[3]! Crazy Cat's Night （2004年7月、ISBN 4840227306）
- がるぐる! Dancing Beast Night<上> （2005年12月、ISBN 4840232334）
- がるぐる! Dancing Beast Night<下> （2006年5月、ISBN 4840234310）

外傳
- 5656(ゴロゴロ)[4]! Knights' Strange Night （2008年11月10日、ISBN 4048673467）

## 註解
1. ↑  第4卷後記
2. ↑  為狗的叫聲
3. ↑  為貓的叫聲
4. ↑  為貓科動物所發出的喉音